# LIVE (NEWS의 음반)
《LIVE》(라이브)는 NEWS의 4번째 정규 음반이다.

## 개요
- 전작 《color》 발매 이후 약 1년 10개월 만의 음반.
- 〈사랑의 ABO〉, 〈벚꽃걸〉을 비롯해 카토 시게아키 주연 드라마 TV 도쿄 《트러블맨》의 주제가 〈BE FUNKY!〉도 수록되었다.
- 초회반에는 16페이지에 이르는 소책자와 13곡, DVD가 봉입되어 있다.
- 통상반에는 24페이지에 이르는 소책자와 보너스 트랙 포함 15곡이 봉입되어 있다.
- 본작의 발매일은 NEWS의 결성 7주년이기도 했다.
- 초회반·통상반 모두 수록되고 있는 악곡안에 솔로·유닛 악곡은 없고, 모두 그룹 전원이 참가한 악곡이다.

## 수록곡

### 초회반
CD
1. 恋のABO / 사랑의 ABO
작사: zopp / 작곡: adult education / 편곡: 스즈키 마사야
2. LIVE
작사·작곡: JIN / 편곡: JIN, nishi-ken, CHOKKAKU
3. 生まれし君へ / 태어나는 너에게
작사: 마나베 오자토 / 작곡: 사쿠라이 신이치 / 편곡: 스즈키 마사야
4. Supernatural
작사·작곡: MDP / 편곡: 키무라 아츠시
5. 秋の空 / 가을 하늘
작사: kafka / 작곡: 히로이즘 / 편곡: 나가오카 세이코
6. 2人/130000000の奇跡 / 1억 3천만 분의 2명의 기적
작사: zopp / 작곡: 다이치 / 편곡: 이시즈카 토모키
7. Dancin' in the Secret
작사: zopp / 작곡: Freakchild / 편곡: 스즈키 마사야
8. ワンダーランド / 원더 랜드
작사: 히로이즘, Takeshi Kodani / 작곡: 히로이즘 / 편곡: 요시오카 타쿠
9. さくらガール / 벚꽃걸
작사: 히로이즘, Hacchin', Maya / 작곡·편곡: 히로이즘
10. BE FUNKY!
작사: zopp / 작곡: Tatsuya Kurauchi / 편곡: 스즈키 마사야
11. D.T.F
작사: nami, 마나베 코자토 / 작곡: 다이치, 이하시 나루야, 와타나베 타쿠야 / 편곡: 이와타 마사유키
12. 内容の無い手紙 / 내용 없는 편지
작사·작곡·편곡: 힐크라임
13. エンドレス・サマー / 엔드리스 서머
작사·작곡·편곡: 히로이즘

DVD
- Unplugged LIVE

(さくらガール / SUMMER TIME / 秋の空 / SNOW EXPRESS)
- Unplugged LIVE Making

### 통상반
CD
1. 恋のABO / 사랑의 ABO
2. LIVE
3. 生まれし君へ / 태어나는 너에게
4. Supernatural
5. 秋の空 / 가을 하늘
6. 2人/130000000の奇跡 / 1억 3천만 분의 2명의 기적
7. Dancin' in the Secret
8. ワンダーランド / 원더 랜드
9. さくらガール / 벚꽃걸
10. BE FUNKY!
11. D.T.F
12. 内容の無い手紙 / 내용 없는 편지
13. エンドレス・サマー / 엔드리스 서머
14. Share
작사·작곡: NEWS, 편곡: mugen
15. Forever (Unplugged Ver.)